# Аркулис, Григорий Эммануилович
Григорий Эммануилович Аркулис (09.03.1911 — 17.06.2007) — российский учёный в области теории обработки давлением слоистых тел, профессор, доктор технических наук (1965), лауреат премии Правительства РФ в области науки и техники (1999).

## Биография
Родился в г. Новый Буг Николаевского уезда.
С 1926 по 1931 г. работал учеником слесаря в кустарных мастерских, рабочим кораблестроительного завода им. А. Марти в Николаеве, рабочим на строительстве комбината «Хлебострой» в Днепропетровске.
В 1932 году по комсомольскому направлению поступил в Днепропетровский металлургический институт, который с отличием окончил в 1938 г. по специальности «инженер-металлург по сталелитейному производству». Параллельно экстерном в 1934-36 гг. сдавал экзамены в Московском институте стали им И. В. Сталина за весь курс по специальности «металловедение и термическая обработка металлов».
- 1931—1934 младший ассистент в Днепропетровском филиале Московского института зерна (ВНИИИЗ),
- 1934—1936 научный сотрудник ВНИИЗ в Москве.
- 1936—1941 начальник металлургической лаборатории завода «Мельмашстрой» (Днепропетровск). Предложил новый способ производства чугунных валков — с залитой стальной осью, и двухслойных прокатных валков — способ АБР.
- 1941—1945 старший инженер по прокатным цехам Магнитогорского металлургического комбината (ММК), начальник бюро рационализации. Предложил защитное устройство для изложниц и поддонов, которое увеличило выход снарядного металла.

С 1945 г. на научной и педагогической работе в Магнитогорском ГМИ в должностях от старшего преподавателя до профессора, заведующего кафедрой. В 1949 г. защитил кандидатскую диссертацию на тему «О неравномерности деформации по длине полосы в связи с минимальной длиной жестких концов», в 1965 г. — докторскую диссертацию «Совместная пластическая деформация разных металлов». В 1967 году присвоено учёное звание профессора.
Разработал теорию и практику совместной пластической деформации разных металлов (биметаллов). Создал учебную программу по обработке порошковых материалов, которая используется в других институтах.
Автор около 200 научных работ по основам теории обработки давлением слоистых тел. Его монография по теории СПДРМ (совместная пластическая деформация разных металлов), опубликованная в 1964 г., переведена и издана в США.
С 1968 г. основал и до 1987 года возглавлял новую кафедру порошковых и композиционных материалов. Является создателем научной школы «совместная пластическая деформация разных металлов».
За разработку экологически безопасной, энерго- и ресурсосберегающей технологии изготовления длинномерных биметаллических изделий, создание и промышленное освоение непрерывной линии для их производства присуждена премия Правительства РФ 1999 года в области науки и техники.
С 1998 г. на пенсии.

## Публикации
- Аркулис Г.Э., Дорогобид В.Г. Теория пластичности. М., Металлургия, 1987. 352 с.

Мельничные стальные валки [Текст] : (Эксперимент. исследование изнашиваемости различных сталей и чугунов) / проф. И. Н. Левинсон, инж. Г. Э. Аркулис, инж. В. Г. Кульчицкий. - Ленинград ; Москва : Госторгиздат, 1937 (Ленинград : тип. артели "Сов. печатник"). - 176 с., 1 вкл. л. черт. и табл. : ил., черт., табл.; 19 см.
- Совместная пластическая деформация разных металлов [Текст]. - Москва : Металлургия, 1964. - 271 с., 1 л. номогр. : ил.; 22 см.
- Compound plastic deformation of layers of different metals. Grigoriĭ Ėmmanuilovich Arkulis. Israel Program for Scientific Translations, 1965.
- Линии скольжения и метод характеристик [Текст]. - Свердловск : Урал. политехн. ин-т, 1978. - 54 с. : ил.; 20 см.
- Закономерности совместной пластической деформации разных металлов : Учеб. пособие / Г. Э. Аркулис; Магнитогор. горн.-металлург. ин-т им. Г. И. Носова. - Магнитогорск : МГМИ, 1990. - 88 с. : ил.; 20 см.